# الماس‌خان کنوله‌ای
سرهنگ الماس خان اهل روستای کندوله، در استان کرمانشاه، حماسه‌سرا و سرهنگ کرد در دوره فرمانروایی نادرشاه افشار ۱۱۴۸–۱۱۶۰ می‌زیسته و یکی از افسران برجستهٔ دستگاه والی اردلان بوده است.

## زندگی
الماس در سال ۱۷۰۶ میلادی در روستای کندوله در منطقهٔ دینور استان کرمانشاه به دنیا آمد. گفته شده که نام پدرش رضا بوده که از شاعران و شاهنامه‌سرایان کرد کرمانشاه بوده‌است. الماس‌خان در دوران نادر به فرماندهی تیپ سنندج (فوج کردستان) سپاه نادری می‌رسد. در جنگ سپاه نادر و نیروهای عثمانی به فرماندهی توپال عثمان پاشا در صفر ۱۱۴۶ قمری(۱۷۳۳ میلادی و ۱۱۱۲ خورشیدی) در ارگ کرکوک، سپاه نادر بر اثر اشتباه الماس خان مجبور به عقب‌نشینی شد. نادر به سبب این مسئله وی را خلع و تنبیه کرد. وی پس از آن در روستای پدری خود در انزوا زندگی خود را وقف ادبیات و موسیقی کرد.

## مرگ
مرگ الماس خان به نوشته محمدعلی سلطانی در حدیقه سلطانی احتمالاً در اواخر قرن دوازدهم هجری قمری و بین سال‌های ۱۱۹۰ تا ۱۲۰۰ هجری قمری(۱۷۷۶ تا ۱۷۸۶ میلادی) اتفاق افتاده باشد.

## آثار
از جمله آثار الماس خان می‌توان به خورشید و خرامان، هفت‌لشکر، موش و گربه، شیرین و فرهاد (شیرین و خسرو)، و نادرنامه (نادر و پالا) اشاره کرد که همگی به زبان کُردی سروده شده‌است. اما معروف‌ترین کار وی سرایش شاهنامه کردی است که مجموعه ای از افسانه‌ها و داستان‌های حماسی مردم جنوب کردستان است.

## ارتباط با میرزا شفیع دینوری
الماس خان با میرزا شفیع دینوری دیگر شاعر کُرد، مراوده و مشاعره داشته و هر دو در حدود نیمه دوم سده ۱۲ می‌زیسته‌اند. میرزا شفیع مرثیه ای در ارتباط با مرگ الماس خان سروده که بخش مهمی از اطلاعات موجود دربارهٔ وی از همین مرثیه اخذ شده‌است.
| میرزام خامووشان                    |  | مباره‌کت بوو مأوای خامووشان          |
| نووشت بوو بادهٔ بیهووشی هووشان      |  | ره‌فیق مه‌جڵس جه‌رگهٔ مهٔ نووشان         |
| سه‌رای سه‌نگ و گل وه‌نت بار نه‌بوو     |  | رووهت نه دیوان شه‌رمه‌سار نه‌بوو       |
| هانام بۆ ئێجاز دئای خاسان بوو      |  | سزای گوڕ ئه‌فشار وه‌نت ئاسان بوو      |
| نه وه‌خت سئاڵ پرسای خه‌یر و شه‌ر      |  | قادر وه قودره‌ت لێوت که‌روو ته‌ر       |
| بینای بێزه‌واڵ، شای پشت په‌رده       |  | ببه‌خشووت گوناێ کردهٔ ویه‌رده‌          |
| دڵ ماوه‌روو ته‌نگ وهٔ کراماته         |  | میرزام یه سه‌فه‌ر هات و نه‌هاته‌        |
| ئیمه‌یش یانه گشت یه ڕاگه‌مانه‌ن       |  | ئاو مێمانخانه یه جاگه‌مانه‌ن          |
| میرزام ئی ده‌رده وه من بی‌کاری       |  | تۆ له ده‌س نیشان جه ویت نداری        |
| فه‌رزه‌ندی ژه ئه‌سڵ نه‌سڵ ویت نه‌بوو    |  | نه‌مامی ژه نه‌سڵ فه‌سڵ ویت نه‌بوو       |
| فه‌رزه‌ند هه‌ر خاسه میوهٔ باخته‌ن       |  | هه‌م شادی هه‌م زۆق هه‌م چراخته‌ن        |
| تا که زنده‌نی دنیا و دینته‌ن         |  | ژه دمای مردن جانشینته‌ن              |
| وه ناز مه‌گیلوو وه دیواخانت         |  | مه‌که‌روو گوڵگه‌شت سه‌یر باخانت         |
| وه‌قتیکه پیری مه‌که‌روو قه‌ست          |  | فه‌رزه‌ند ئه‌زیز مه‌گیروو ده‌ست          |
| ئاو قه‌سر و ئه‌یوان دیواخان تۆ       |  | پهٔ خاپوور خاسه‌ن تۆ نه سای گلکو      |
| به‌رق نه‌وبه‌هار بواروو پیدا          |  | باده‌قۆش و موور بوانووش تیدا         |
| په‌ری ئه‌و خاسه‌ن وه خاک نی بوو       |  | شه‌نیار تی نیشوو، شه‌ماڵ وه پی بوو    |
| تا «شه‌فی» دنیاش بوو وه تووز و گه‌رد |  | ئاخ په‌ری ئه‌ڵماس، سه‌د ئاخ و سه‌د ده‌رد |
| دمای ئه‌ڵماسخان، خان لاڵ شیوه       |  | کزه‌ێ ته‌مۊره که‌س نه‌بوو پیوه‌          |
| پهٔ چیمه‌ن میرزام هاوسه‌رای گوڵ؟      |  | گل وه دیده‌م بوو پهٔ چیشمه‌ن گوڵ؟      |
| بار تا بپووشم به‌رگی جه پلاس        |  | بپووشوو «شه‌فی» جه دمای ئه‌ڵماس       |